# واپننا
واپننا (به لاتین: Vápenná) یک منطقهٔ مسکونی در جمهوری چک است که در شهرستان یسنیک واقع شده‌است.
 واپننا ۳۶٫۷۷ کیلومتر مربع مساحت و ۱٬۳۹۲ نفر جمعیت دارد و ۴۰۸ متر بالاتر از سطح دریا واقع شده‌است.